# サウジ通信会社
サウジ通信会社 また サウジテレコムカンパニー（略称stc、アラビア語: شركة الاتصالات السعودية、英：Saudi_Telecom_Company) は、サウジアラビアにおける電気通信サービスのデジタルイネーブラーであり、中東の通信事業者の1つである。

## 概要
同社は、固定電話と固定インフラストラクチャ、モバイルとデータ サービスを提供している。stcは、モバイル、ブロードバンド、およびクラウド コンピューティング サービスを提供している。同社は次世代ネットワーク (NGN) に投資し、自社の情報・サービス・メディアをネットワーク上で伝送できるパケットベースのアーキテクチャにアップグレードした。

## 沿革
同社は1998年4月20日に設立された。